# Лягушка (останец)
Лягушка — скала на острове Сахалин, Россия. Представляет собой комплекс, состоящий из огромных камней (6-8 м в диаметре); является геологическим памятником природы регионального значения «Структурно-денудационный останец „Лягушка“».

## Местоположение
Скала Лягушка находится в 17 км к юго-востоку от Южно-Сахалинска, в районе Сусунайского хребта. Высота над уровнем моря 370 м.

## Описание
Свое название скала получила из-за сходства её очертаний с сидящей лягушкой. Сама скала представляет собой останцы — изолированные массивы горной породы, которые уцелели после разрушения более высокого горного массива благодаря воздействию каких-либо экзогенных факторов, прежде всего выветриванию и эрозии. Состоит из группы скал, где три самые высокие составляют её ядро.
По «решению исполнительного комитета Сахалинской области Совета народных депутатов» от 19.05.1983 года данный объект признан государственным памятником природы. Площадь охраняемой территории составляет около 12 га. В данный объект также входят и другие останцы, находящиеся рядом с горой, а их расположение в виде «парада планет», как многие туристы и исследователи видят это, дало им названия в честь самих планет (Венера, Меркурий, Марс, Луна). В хорошую погоду с горного массива открывается панорамный вид на Сусунайскую долину, Анивский залив, озера Тунайча и Изменчивое.

## Флора
ООПТ окружают пойменные леса, в составе которых произрастают виды растений, занесённые в красные книги различного ранга: кардиокринум сердцевидный (Глена), двулистник Грея, черемуха Сьори, тис остроконечный. Из деревьев в районе останца преобладают ели, с подлеском из зарослей курильского бамбука. Кроме того, тут растут рябины, шиповник, кусты черники и малины, папаротник-орляк. Здесь же необыкновенное богатство разнотравья. В ложбине растет много ландышей, крестовника, медвежьей дудки, белокопытника и горечавки, кошачья лапка, бессмертник и кипрей.

## Легенды и поверья
Когда-то в этих местах жили древние жители Сахалина — айны. Скальный станец был для них храмом мудрости из-за долго пути к нему, а форма символизировала плодородие и женское начало. Здесь проводились ритуалы, связанные с зачатием и деторождением. Сегодня местное население верит, что здесь ещё живут духи народа айны. Жители приходят сюда для решения вопросов выбора на жизненном пути, ведь помимо «помощи духов», человек успевает вспомнить и переосмыслить свою жизнь пока поднимается к этому месту. Рядом с Лягушкой расположен ещё один камень, на котором можно увидеть вмятины. Легенда гласит, что их оставила шаманка из племени ушты: именно тут она завершила свой земной путь. Люди прикладываются в это углубление в надежде получить ответы на свои вопросы или на исполнение своих желаний. По пути к горе протекает река Айичка (Комиссаровка), вода в которой считается лечебной.
В 2008 году администрация края поддержала проект экологического центра «Родник»: «Памятник природы „Лягушка“ — наука и легенды». На острове появилась первая экотропа, проходящая вдоль жилого квартала Весточка, оборудованная указателями и знаками на протяжении всего маршрута с описанием объекта.